# 토미타 이사오
토미타 이사오(일본어: 冨田 勲 도미타 이사오[*], 1932년 4월 22일 ~ 2016년 5월 5일)는 일본의 음악가이다. 모음곡 《행성》을 편곡해서 신시사이저로 연주한 것으로 유명하다.

## 발자취[1][2]

### 출생 및 학창 시절
1932년, 의사의 장남으로 도쿄에서 태어나 어린 시절을 베이징에서 보내고 초등학교에서 고등학교까지 아이치현 오카자키시에서 살았다. 고교 시절에 진주군 전용 라디오 방송 FEN에서 들은 스트라빈스키의 '봄의 제전'에 충격을 받아 일본 미발매 레코드를 미국에서 들여왔다.

### 작곡 활동 시작
YMCA 예술원에서 히로타 류타로에게, 개인적으로는 히라오 기시오, 고부네 고지로를 사사해 음악 이론 및 관현악법을 배웠다. 게이오기주쿠 대학에 입학하여 문학부 철학과에서 미학 미술사를 전공 중, 아사히 신문사 주최의 합창 콩쿠르 과제 곡에 응모하여 여성 합창곡 '풍차'가 1위를 차지하였고, NHK 라디오 프로그램 "부인의 시간" 내 '이야기와 음악' 코너의 작곡을 계기로 음악 작업을 시작하였다. 1954년, NHK 라디오의 제1 방송과 제2 방송을 동시에 사용한 스테레오 음악 프로그램 "입체 음악당" 등의 프로그램에 참가하였다.

### 영상 음악 시대
NHK 대하 드라마 '꽃의 생애', '천지', '신헤이케 이야기', '가쓰 가이슈' 등이 있으며, 그 밖에 '현대 영상', '해협' 등이 잘 알려져 있다. 영화 분야에서는 '천 하룻밤 이야기', '기아 해협', '노스트라다무스 대예언', '경시청 이야기' 시리즈 (1959 ~ 1962) 등이 있다. 애니메이션 영화에서는 테즈카 오사무 작품의 '정글 대제', '리본의 기사', '신 보물섬', '전람회의 그림', 도에이 동화 '신밧드의 모험', '걸리버 우주 여행기' 외 다수가 있다. '74년에는 TV 문화 향상에 기여한 공로로 TV 대상을 수상하였다.

### 신시사이저 음악 시대
1970년 만국 박람회 '도시바 IHI 관'의 음악 녹음을 위해 오사카에 방문했을 때 수입 레코드 가게에서 우연히 월터 카를로스의 《Switched-On Bach》앨범을 찾아 듣고 모그 신시사이저의 구입을 결의한다. 1971년 가을 경에 미국에서 당시 1,000만 엔에 달하는 모그 신디사이저를 일본인으로서 처음으로 개인 구매하였다. 우선 NHK 전자 음악 스튜디오의 초기에 재적한 엔지니어, 시오타니 히로시(후에 오사카 예술 대학 교수)의 도입 지도를 받았지만, 시행착오를 겪으며 독학으로 마스터하면서 1972년에는 미야자와 겐지의 세계를 신시사이저화하는 작업에 착수하였다. TBS 브리태니커 발행, 세계 어린이 백과(그림책)의 부록 2장 세트 LP '음악은 즐겁다' 앨범에 모그를 본격적으로 이용한 신시사이저의 처녀작, 아이들을 위한 교향시 '은하 철도의 밤'(모노 작품 약 30분)을 제작하였다. 그의 이름이 세계적으로 알려진 계기는 신시사이저로 본격적인 첫 작품 '《달빛》 - 클로드 드뷔시에 의한 메르헨 세계'이다. 이 레코드는 당초 미국 RCA 레코드에서 먼저 발매되어 빌보드 잡지의 클래식 차트 1위를 차지하여, 전 세계적으로 공전의 성공작을 기록하였다. 이 작품은 오케스트라의 모든 음색 합성은 물론 전 파트의 연주와 녹음도 자신이 혼자 해낸 것이다. 이듬해 1975년 일본인으로서 처음 "올해의 앨범" 외 다른 그래미상 4개 부문에 후보로 올라가 화제를 모았지만, 미국 레코드 판매에 가장 실질적인 의미를 가지는 NARM (National Association of Recording Merchandisers 미국 음반 판매자 협회)의 1974년도 최우수 클래식 레코드에 선정되는 영예도 안았다. 그 후 《전람회의 그림》('75년도 NARM 같은 부문 최우수 레코드 2년 연속 수상, '75년도 일본 레코드 대상의 기획상 수상, 빌보드 및 캐시박스 미국 클래식 차트에서 1위 기록), 《불새》도 성공작이 되어 그의 음악은, 클래식 팬뿐만 아니라, 폭넓은 층으로부터 지지를 받아 록 뮤지션들 사이에서도 그의 이름은 신격화되었다. 《행성》이후, 《코스모스》에서는 롤랜드의 MC-8 마이크로컴포저와 TR-66 리듬 어레인저를 도입하였고, 《버뮤다 트라이앵글》을 발매하여 우주를 소재로 하는 스페이스 사운드의 3부작이 구성되었다. 그 중에서도 《버뮤다 트라이앵글》은 독창성을 갖고, 청취자의 머리에 스피커를 배치한 5채널 방식의 유사 체험을 할 수 있도록 믹싱된 획기적인 앨범이 되어, 1979년 그래미상 '최우수 기술 녹음상'에 2번째 후보가 되었다. 그해 《다프니스와 클로에》를 발표했는데, 이것은 드뷔시에서 보인 환상적이고 반짝이는 듯한 색채의 아름다움에 더욱 연마한 것으로, 듣는 사람을 환상의 세계로 이끌어 주었다. 그 당시 모든 업적에 대한 '컨템포러리 키보드' 잡지의 독자 투표 결과, "최고 스튜디오 신서시스트"에 선정되었다. 1983년에 발표한 《대협곡》은 그래미상 '최우수 클래식 연주상' 후보작으로 국제적인 명성을 구축하였다.

### 사운드 클라우드 시대
음향 제작자로서 도미타 사운드 클라우드의 원점이 된 1979년 11월 19일 세계 최초의 도미타 입체 사운드 라이브 '일렉트로 오페라 인 무도관'을 개최하였고, 1982년 9월 27일, 오스트리아 린츠에서 매년 개최되는 가을 음악 축제 '아르스 일렉트로니카'에 첫 참가하였다. 1986년에는 뉴욕의 자유의 여신상 100주년 기념 행사의 일환으로 허드슨강에서 실시해, 10만 명의 관객을 동원하였다. 1988년에는 나가라 강변에서 개최하였다. 1990 ~ 1992년에는 입체 음향의 '도미타 사운드 클라우드 오페라'를 기획해, '헨젤과 그레텔'을 시부야 오차드 홀에서 상연하였다.

### 영상 음악 재개
NHK 대하 드라마 '도쿠가와 이에야스' (1983), 영화 '바람의 마타사부로 유리 망토' (1989) 등, NHK '대몽골' (1992), 쇼치쿠 영화 '학교' 시리즈 (1993 ~), NHK '가도를 간다' 시리즈 (1997), 비디오 '나가시마 시게오' 시리즈 (2000) 등을 작곡하였으며, 지금까지의 오리지널 테마 음악을 풀 오케스트라에 의해 새로 녹음한 앨범 '신일본기행 - 도미타 이사오의 음악'(1994)도 명성을 불렀다. 1998년, 전통 악기와 풀 오케스트라에 신시사이저를 조합한 '교향곡 - 겐지 이야기'를 작곡하여 도쿄 (1998), 로스앤젤레스 (1999), 런던 (1999)에서 초연을 스스로 지휘하였다. 그 후 보필을 더해 2000년 11월에 앨범 《교향적 환상곡 - 겐지 이야기》를 발매하였다. 또 다른 작품 도에이 50주년 기념 작품 '천년의 사랑 - 히카루 겐지 이야기' (2001)는 제25 회 일본 아카데미상에서 우수 음악상을 수상하였다. 2001년 3월에는 방송 사업의 발전과 방송 문화에 공헌한 사람에게 주어지는 제52 회 "일본 방송 협회 방송 문화상"을 수상하였다. 그 해 9월 미국 디즈니 사의 요청에 따라 도쿄 디즈니시의 상징 물의 행성인 지구를 이미지로 한 '아쿠아 스피어' 주변에 흐르는 입구용 음악으로 3면 입체 음향을 위한 심포니(낮)와 밤의 BGM을 작곡하였고, NHK 대형 드라마 '쇼토쿠 태자' (2001), NHK 스페셜 '아시아 고도 이야기' 시리즈 (2002)의 음악도 다루었다. 2003년 3월, 제26 회 일본 아카데미상에서는 야마다 요지 감독의 첫 사극 '황혼의 사무라이' (2002)에서 최우수 음악상을 수상하였다.

### 도전의 시대
2012년에는 보컬로이드 '하츠네 미쿠'와 오케스트라를 조합한 '이하토브 교향곡'을 발표하고 국내외에서 개최하여 화제를 모았다. 일본 콜럼비아 등에 따르면, 올해 11월에는 신작 교향곡 '닥터 코페리우스'가 상연 예정이며, 이벤트 협의를 하고 있었다.
2016년 5월 5일, 낮 무렵에 집에서 쓰러져 이송된 히로오 병원에서 가족이 지켜보는 중에 숨을 거두었다. 장례식은 7일, 8일에 친족만으로 이루어졌다.

## 음반 목록
- 《Jungle Taitei Symphonic Poem》 (1966)
- 《Switched-On Rock》 (as Electric Samurai, 1972)
- 《Catastrophe 1999: Prophecies of Nostradamus》 (1974)
- 《Snowflakes Are Dancing》 (1974)
- 《Pictures at an Exhibition》 (1975)
- 《Firebird Suite》 (1975)
- 《The Planets》 (1976)
- 《Bermuda Triangle》 (1978)
- 《Kosmos》 (1978)
- 《Daphnis et Chloé》 (1979)
- 《Grand Canyon Suite》 (1982)
- 《Dawn Chorus (Canon of the Three Stars)》 (1984)
- 《Mind of the Universe - Live at Linz》 (1985)
- 《Back to the Earth - Live in New York》 (1988)
- 《Misty Kid of Wind 》(1989)
- 《Storm from the East》 (1992)
- 《Hansel und Gretel》 (live VHS, LD, 1993)
- 《School》 (1993)
- 《First Emperor》 (as musical supervisor, 1994)
- 《Shin Nihon Kikou》 (1994)
- 《Nasca Fantasy》 (supporting Kodo, 1994)
- 《Bach Fantasy》 (1996)
- 《Jungle Emperor Leo》 (1997)
- 《Gakko I-III》 (1998)
- 《Tale of Genji》 (live, 1999)
- 《21 seiki e no densetsushi Shigeo Nagashima》 (2000)
- 《Tale of Genji Symphonic Fantasy》 (studio, 2000)
- 《Sennen no Koi - Hikaru Genji Monogatari》 (2001)
- 《Tokyo Disney Sea Aquasphere Theme Music》 (2002)
- 《The Planets 2003》 (2003)
- 《Tomita on NHK》 (compilation, 2003)
- 《Twilight Samurai》 (2003)
- 《Kakushi ken oni no Tsume》 (2004)
- 《Black Jack: Futari no kuroi isha 》(2005)
- 《Bushi no Ichibun》 (2006)
- 《Kaabei》 (2008)
- 《PLANET ZERO》 (2011)
- 《Symphony Ihatov》 (2013)